# Poia
Il Poia è un fiume della provincia di Brescia.

## Percorso
Lungo 22 km, nasce dalle Cime di Poia, nel Gruppo dell'Adamello, percorre la Valle Adamé e la Val Saviore e confluisce da sinistra nell'Oglio all'altezza di Cedegolo, in Val Camonica. 
I principali affluenti sono la Poia d'Arno, da sinistra, ed il Salarno da destra. Bagna Valle e Cedegolo.
Gli insediamenti attraversati sono Isola e Fresine. Prima di questi due abitati, ossia a monte della località Valle, la Poia viene comunemente chiamata "oi di Valle" ("oi" è il termine usato per definire fiume o torrente nel dialetto della zona) ed il sentiero che costeggia il fiume che collega Valle e Isola è comunemente chiamato "i Mulì".

## Nome
Il Poia, anticamente, era chiamato Sannazara.